# Langues en Biélorussie
Les langues officielles de la Biélorussie sont le biélorusse, qui est la langue nationale du pays et la langue maternelle de 53 % des Biélorusses, et le russe, qui est la langue maternelle de 42 % de la population du pays.
La population est majoritairement bilingue, parlant également le russe, ou possède des notions de cette langue, à 84 % (soit 7 978 400 Biélorusses en 2009). La langue du quotidien dans les villes importantes étant le russe (72 %), les 16 % restants utilisent un mélange des deux langues.
29 % des Biélorusses savent parler, lire et écrire le biélorusse, 52 % savent uniquement le parler et le lire sans savoir l'écrire, tandis que 10 % ne comprennent pas du tout le biélorusse[Quand ?].
Les actes officiels sont rédigés en russe ; ceux qui sont rédigés en biélorusse sont pratiquement inexistants.[réf. nécessaire]
Le yiddish, langue historique de la communauté juive, était parlé par 1/3 de la population avant 1941. De nos jours, il serait parlé par seulement 20 000 personnes, très éparpillées sur le territoire biélorusse.[réf. nécessaire]

## Recensement de 2009
| Rang | Langue     | Pourcentage | Nombre    |
| ---- | ---------- | ----------- | --------- |
| 1    | Biélorusse | 53,2 %      | 5 058 400 |
| 2    | Russe      | 41,5 %      | 3 948 100 |
| -    | Autres     | 5,2 %       | 497 300   |
|      | Total      | 100,0 %     | 9 503 800 |

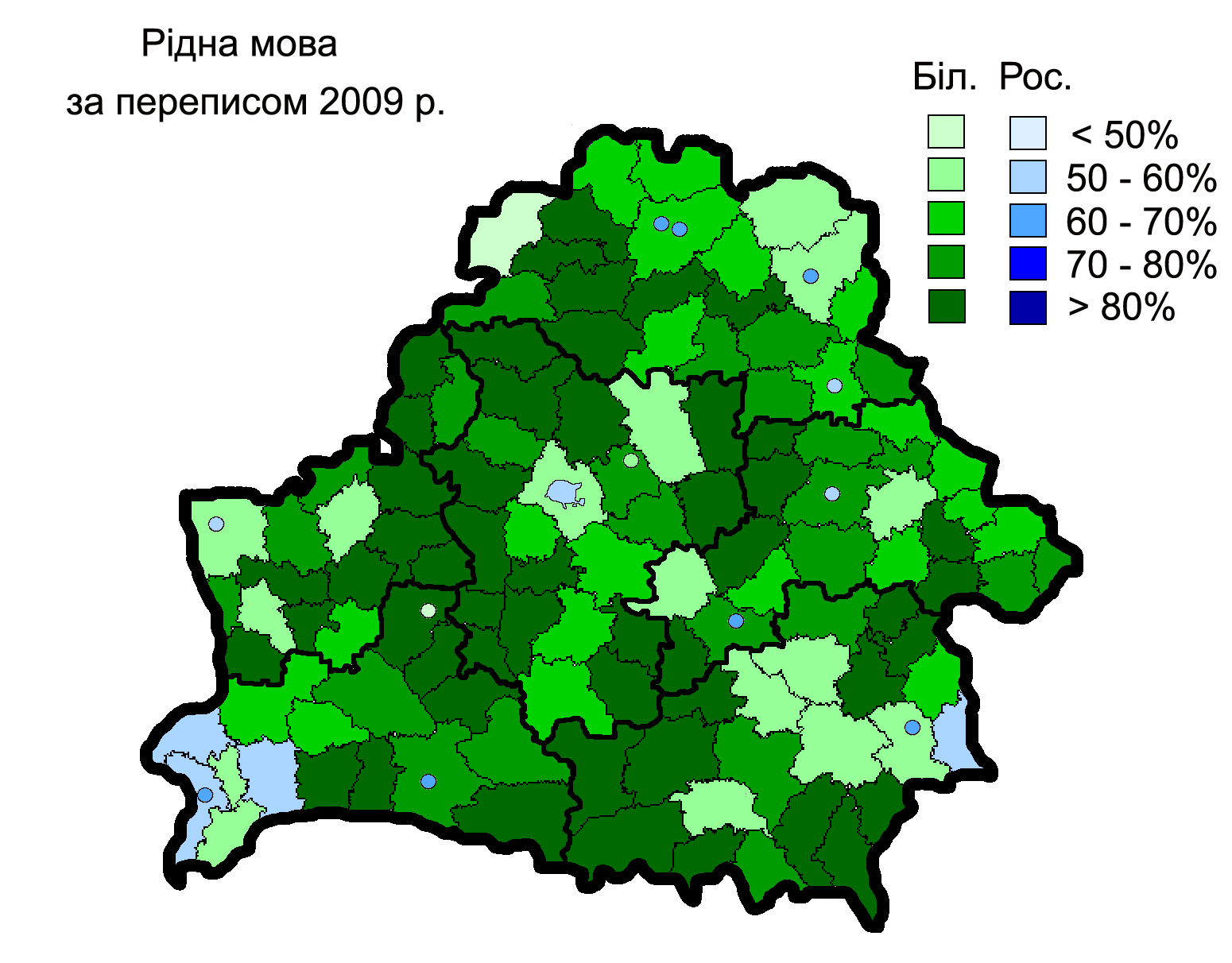
Carte des langues maternelles. En vert le biélorusse, en bleu le russe.

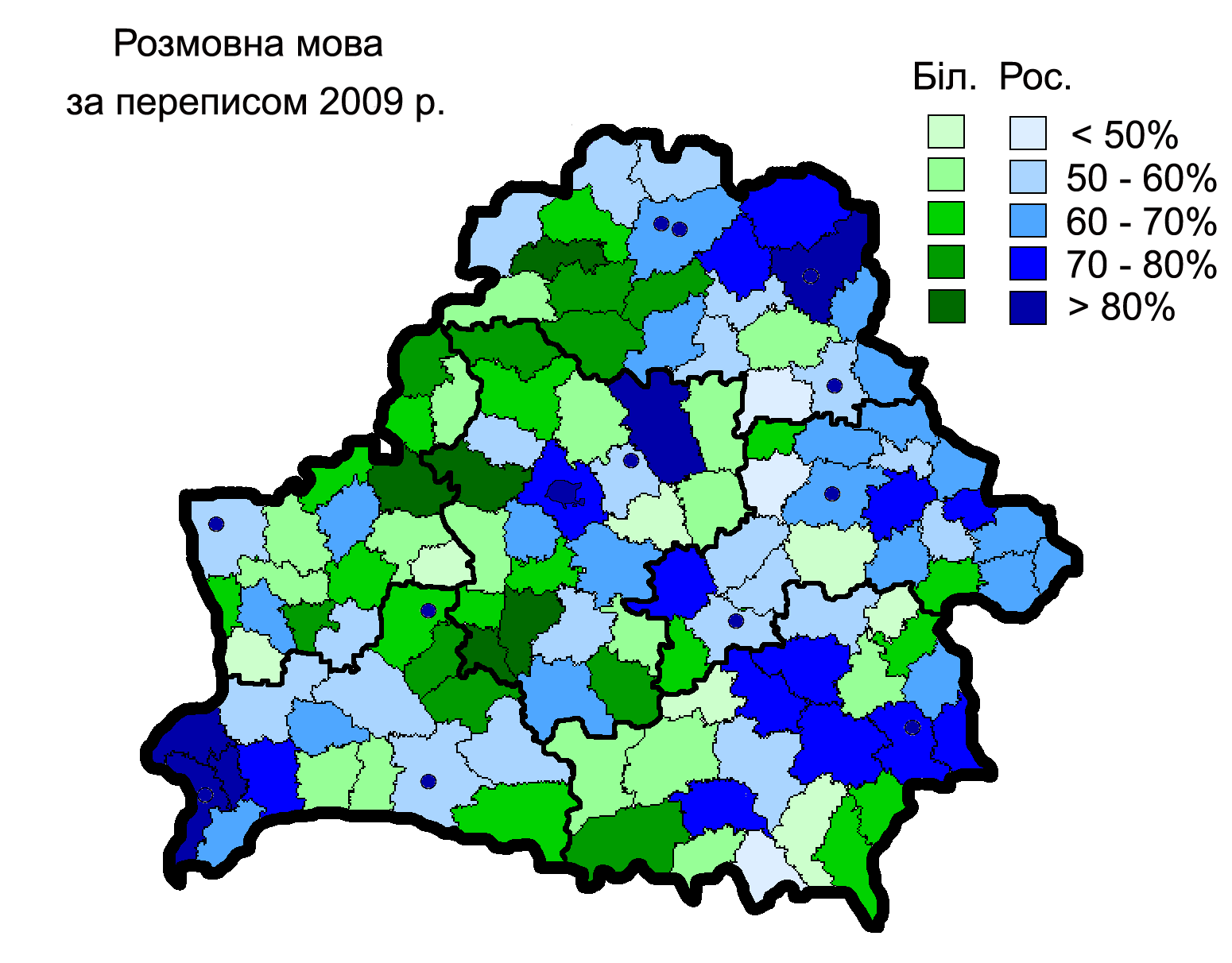
Carte des langues parlées à la maison. En vert le biélorusse, en bleu le russe.

Lors du recensement de 1999, 73,6 % des Biélorusses déclaraient le biélorusse comme langue maternelle, contre 53,2 % en 2009, soit une baisse de 20,4 points de pourcentage en 10 ans, tandis que 21,9 % déclaraient le russe comme langue maternelle contre 41,5 % en 2009, soit une hausse de 19,6 points de pourcentage.
En ville, en 2009, le biélorusse est la langue maternelle de 44,1 % des habitants et le russe de 49,8 %, tandis qu'à la campagne ils sont respectivement de 79,7 % et 17,7 %.
| Rang | Langue     | Pourcentage | Nombre    |
| ---- | ---------- | ----------- | --------- |
| 1    | Russe      | 70,2 %      | 6 672 964 |
| 2    | Biélorusse | 23,4 %      | 2 227 124 |
| -    | Autres     | 3,2 %       | 306 443   |
|      | Total      | 100,0 %     | 9 503 807 |

Lors du recensement de 1999, 62,8 % des Biélorusses avaient le russe comme principale langue parlée à la maison contre 70,2 % en 2009, soit une hausse de 7,4 points, tandis que le biélorusse est passé de 36,7 % en 1999 à 23,4 % en 2009, soit une baisse de 13,3 points. En ville, le russe est la principale langue parlée à la maison pour 81,9 % des habitants et le biélorusse pour 11,3 % d'entre eux, tandis qu'à la campagne ils sont respectivement de 36,2 % et 58,7 %.